# ロバツェ
ロバツェ（Lobatse）は、ボツワナの都市。ボツワナ南部に位置し、サウスイースト地区 (ボツワナ)に属する。

## 概要
サウスイースト地区に属し、首都のハボローネの南70kmに位置し、南アフリカ共和国との国境にほど近い。また、ロバツェにはボツワナの最高裁判所が置かれている。2022年時点では人口29772人。ロバツェの町はひとつの行政区域となっており、町議会が存在する。

## 歴史
ロバツェは18世紀にはツワナ族の1部族であるングワケツェ族がやってきて定住していた。1960年代に独立を見据えてベチュアナランドの首都を南アフリカのマフィケングから国内に遷都する際、ロバツェとハボローネの2案が検討されていた。

## 経済と公共施設
ロバツェにはボツワナ食肉委員会（Botswana Meat Commission 、BMC）の運営する食肉工場があり、アフリカ有数の規模を誇る。このため、ボツワナの主要輸出品のひとつである牛肉の最大の生産地となっている。また、パイプの工場もあり、この2つの工場がロバツェの主要産業となっている。
ロバツェにはロバツェ高等学校が存在する。またロバツェにあるロバツェ刑務所はボツワナ刑務所局が運営している。ボツワナ高等裁判所はロバツェに支部を置いており、またスブラナ精神病院もこの町に存在する。20000人が収容可能なロバツェスタジアムは、地元のスポーツチームの本拠地となっている。

## 交通
ロバツェにはボツワナ鉄道の本線が走っており、ハボローネやフランシスタウンと連絡している。また、トランスカラハリハイウェイの起点でもあり、ここから北西のハンツィまでカラハリ砂漠を抜ける道路が通じている。

## 姉妹都市・双子都市
- ウォルビスベイ